# O Prisioneiro da Ilha dos Tubarões
O Prisioneiro da Ilha dos Tubarões  (em inglês:  The Prisoner of Shark Island) é um filme dramático dos Estados Unidos de 1936 estrelado por Warner Baxter e Gloria Stuart. O longa-metragem foi dirigido por John Ford.

## Elenco
- Warner Baxter - Dr. Samuel Alexander Mudd
- Gloria Stuart - Mrs. Peggy Mudd
- Claude Gillingwater - Cel. Jeremiah Milford Dyer
- Arthur Byron - Mr. Erickson
- O. P. Heggie - Dr. MacIntyre
- Harry Carey - Comandante de Fort Jefferson
- Francis Ford - Cpl. O'Toole
- John McGuire - Lt. Lovett
- Francis McDonald - John Wilkes Booth
- Douglas Wood - Gen. Ewing
- John Carradine - Sargento Rankin
- Joyce Kay - Martha Mudd
- Fred Kohler Jr. - Sargento Cooper
- Ernest Whitman - 'Buck' Milford
- Paul Fix - David Herold